# 李揚立之
李揚立之（英語：Liyeung Lucci Lugee，1983年8月9日—），香港女性骨科專科醫生及插畫師，現任職於威爾斯親王醫院住院主樓暨創傷中心骨外科部門，主要診治兒童患者。

## 簡歷
李揚立之出生於美國，在新加坡長大，有一位弟弟。出生時因其父希望女兒特別一點，遂用自己中文名字首兩個字「李揚」作姓，亦預料女兒將來會經常被罰抄，為免「李揚」帶來罰抄上的痛苦，所以選用筆畫較少的「立之」命名。她曾就讀九龍塘根德園幼稚園、聖方濟各英文小學及拔萃女書院，之後分別往英國切爾滕納姆女子學院升讀預科課程和倫敦大學帝國理工醫學院唸醫科，2006年回港便修讀香港中文大學醫學院內外全科醫學士學位，同時到非洲納米比亞一間動物保育機構擔任義工；2010年再赴南美洲厄瓜多爾、非洲義診，2011年則註冊成為骨外科專科醫生。
李揚立之曾在2006年11月至2008年11月，擔任香港亞洲醫學生學生會總監，2012年7月初加入威爾斯親王醫院，開始任職住院主樓暨創傷中心骨外科醫生，主要診治兒童患者；2013年1月至7月、2013年7月至2014年1月間又曾兼任神經外科及一般外科駐院醫生。另外，她熱愛棒球與壘球運動，就讀香港中文大學期間擔當壘球隊隊長，參加過大專學界比賽且奪得冠軍；畢業後到現在更繼續以香港女子棒球隊業餘球員身份，出席由香港棒球總會主辦的全港公開賽。
2020年1月，李揚立之因應新型冠狀病毒疫情，推出中英對照兒童繪本《抗疫小夥伴》，協助家長向小朋友教授抗疫資訊以預防新冠肺炎，而受到不少網民及多個媒體注目。除了獲邀到電台、電視台分享創作心得和個人興趣，她也在義工協助下將作品翻譯成多國語言版本，並提供網上免費下載服務。同年12月，她獲香港中文大學醫學院頒發「傑出醫科校友獎」，以表揚在文化藝術領域的卓越成就。

## 書籍

### 繪本
- 2020年12月17日：《醫院小夥伴》（小天地出版社、ISBN 9789887522867）[28]
- 2021年7月1日：《醫院更多小夥伴》（小天地出版社、ISBN 9789887522874）[29]
- 2022年8月1日：《獵豹斗毛尋紋記》（小天地出版社、ISBN 9789887585916）[30]

## 獎項
- 2022年：《第十四屆香港書獎》- 「兒童少年讀物組」得獎書籍《醫院小夥伴》[31]

## 外部連結
- Lucci Lugee Liyeung（李揚立之）的Facebook專頁
- liyeung的Instagram帳戶
- dumo.art的Instagram帳戶